# Acanthomysis trophopristes
Acanthomysis trophopristes is een aasgarnalensoort uit de familie van de Mysidae. De wetenschappelijke naam van de soort is voor het eerst geldig gepubliceerd in 1957 door O. Tattersall.